# 태왕태후
태왕태후(太王太后)는 현 국왕의 조모뻘로, 주로 선선대 국왕의 정실 부인이다. 궁중에서 가장 높은 여인이며, 황실의 위엄을 상징한다. 태왕태후는 그다지 정치적 실권은 없었으나, 궁중에서 가장 배분이 높기 때문에 언제나 존중의 대상이 되었다.
태왕태후는 국왕의 조모뻘임을 살필 때 실가(實家)의 항렬은 치지 아니하고 황통(皇統)만 치며, 반드시 전전 국왕의 정실 부인이지도 않다.
하지만 태왕태후는 왕태후처럼 흔하지 않았다. 왜냐하면 상당수의 태후들이 왕태후대에 사망하는 경우가 많기에 장수해서 태왕태후까지 되는 것은 매우 드물었다. 어떤 때에는 황실의 최고 어른으로서 수렴청정을 행하기도 하였다.

## 한국의 태왕태후
한국에서는 삼국 시대와 고려 시대에는 태왕태후(太王太后), 대왕태후(大王太后) 등으로 불리었고, 조선 시대에는 대왕대비(大王大妃)로 불렸다.

### 신라
| 국왕                    | 자격 (국왕과의 관계) | 시호               | 성씨       | 배우자                  | 재위기간      | 비고 |
| ----------------------- | -------------------- | ------------------ | ---------- | ----------------------- | ------------- | ---- |
| 신라 진평왕(新羅眞平王) | 할머니               | 사도왕후(思道王后) | 박씨(朴氏) | 신라 진흥왕(新羅眞興王) | 579년 ~ 614년 |      |

### 고려
| 국왕                    | 자격 (국왕과의 관계) | 시호                 | 본관                     | 배우자                   | 재위기간               | 능호       | 비고 |
| ----------------------- | -------------------- | -------------------- | ------------------------ | ------------------------ | ---------------------- | ---------- | ---- |
| 고려 성종(高麗成宗)     | 할머니               | 신정왕후 (神靜王后)  | 황주 황보씨 (黃州皇甫氏) | 고려 태조 (高麗太祖)     | (추존)                 | 수릉(壽陵) |      |
| 고려 순종(高麗順宗)     | 큰 어머니            | 경성왕후 (敬成王后)  | 경주 김씨 (慶州金氏)     | 고려 덕종 (高麗德宗)     |                        | 질릉(質陵) |      |
| 고려 선종(高麗 宣宗)    | 큰 어머니            | 경성왕후 (敬成王后)  | 경주 김씨 (慶州金氏)     | 고려 덕종 (高麗德宗)     |                        | 질릉(質陵) |      |
| 어머니                  | 인예왕후 (仁睿王后)  | 인천 이씨 (仁川李氏) | 고려 문종 (高麗文宗)     |                          | 대릉(戴陵)             |            |      |
| 고려 인종(高麗仁宗)     | 큰 할머니            | 선희왕후 (宣禧王后)  | 경주 김씨 (慶州金氏)     | 고려 순종 (高麗順宗)     | (추존)                 | 성릉(成陵) |      |
| 고려 충목왕(高麗忠穆王) | 할머니               | 공원왕후 (恭元王后)  | 남양 홍씨 (南陽洪氏)     | 고려 충숙왕 (高麗忠肅王) | 1344년 ~ 1351년 (대비) | 영릉(令陵) |      |
| 고려 충정왕(高麗忠定王) | 할머니               | 공원왕후 (恭元王后)  | 남양 홍씨 (南陽洪氏)     | 고려 충숙왕 (高麗忠肅王) | 1344년 ~ 1351년 (대비) | 영릉(令陵) |      |
| 고려 우왕(高麗禑王)     | 할머니               | 공원왕후 (恭元王后)  | 남양 홍씨 (南陽洪氏)     | 고려 충숙왕 (高麗忠肅王) | 1374년 ~ 1380년 (태후) | 영릉(令陵) |      |

## 같이 보기
- 태상태후
- 태황태후
- 대왕대비
- 대비
- 태비
- 태후

## 참고 하기
- 태상태후(太上太后) 문화원형백과